# Filip IV w stroju myśliwskim
Filip IV w stroju myśliwskim (hiszp. Felipe IV, cazador) – obraz olejny hiszpańskiego malarza Diega Velázqueza (1599–1660) przedstawiający króla Hiszpanii Filipa IV. 

## Okoliczności powstania
W latach 30. XVII w. trwały prace nad myśliwskim pawilonem Torre de la Parada, zlecone przez Filipa IV. Ten niewielki pałacyk znajdował się na królewskich ziemiach łowieckich w okolicy Madrytu i miał służyć jako miejsce odpoczynku w czasie polowań. Za dekorację pawilonu odpowiedzialny był Rubens, ale Velázquezowi również zlecono wykonanie kilku płócien. Portret króla powstał prawdopodobnie w latach 1634–1636, gdyż pawilon inaugurowano w 1636. Oprócz portretu króla Velázquez namalował jeszcze dwa portrety o tematyce łowieckiej: Książę Baltazar Karol w stroju myśliwskim i Kardynał infant Ferdynand w stroju myśliwskim. Te trzy dzieła wykazują liczne podobieństwa: postaci przedstawione są w niemal naturalnych rozmiarach, na świeżym powietrzu, w stroju myśliwskim i trzymając w ręce strzelbę. Na każdym obrazie mężczyznom towarzyszy pies myśliwski.

## Opis obrazu
Krajobraz w tle sugeruje, że scena ma miejsce na Monte de El Pardo, niedaleko Madrytu. Król pozuje z wielką swobodą, pomimo elegancji i majestatu wynikających z jego urzędu. Towarzyszy mu czujny pies. Motyw monarchy z psem został zapoczątkowany przez Tycjana (Portret Karola V z psem), kontynuowany przez Velázqueza, a następnie Goyę (Karol III w stroju myśliwskim).
Na obrazie można zauważyć różne poprawki (pentimenti) dokonane przez artystę w trakcie malowania: noga została przesunięta w lewą stronę, lufa strzelby była dłuższa, a w lewej ręce monarcha trzymał kapelusz, który ostatecznie ma na głowie. Świadczy to o tym, że Velázquez pracował bez szkicu przygotowawczego, malując bezpośrednio na płótnie. Upływ czasu oraz zabiegi czyszczenia i restauracji odsłoniły te zmiany.

## Proweniencja
Obraz należał do królewskiej kolekcji sztuki. Po pożarze, który zniszczył pawilon Torre de la Parada, wisiał w różnych salach Pałacu Królewskiego w Madrycie. Obecnie znajduje się w zbiorach Muzeum Prado. Kopia obrazu znajduje się w Muzeum Goi w Castres.